# Siniša Oreščanin
Siniša Oreščanin (Zagabria, 30 luglio 1972) è un allenatore di calcio ed ex calciatore croato, di ruolo centrocampista, commissario tecnico della Nazionale Under-19 croata.

## Carriera

### Allenatore
Dopo l'esperienza tra le file dell'Hajduk Spalato II nel novembre 2018 viene ufficializzato come allenatore della prima squadra dei Majstori s mora.
Nell'aprile 2019 gli viene prolungato il contratto sulla panchina dell'Hajduk Spalato fino alla stagione 2022. 
Il 19 luglio 2019, dopo la pesante nonché prematura eliminazione dal 1º turno di qualificazione di Europa League da parte della meno accreditata Gżira Utd, viene esonerato dalla panchina dei bili.
Il 3 gennaio 2021 viene nominata allenatore del HNK Gorica in sostituzione di Valdas Dambrauskas. Il 24 maggio dello stesso anno, due giorni dopo dallo sfumato piazzamento nelle coppe europee in seguito alla sconfitta contro il Rijeka, viene sollevato dall'incarico insieme al suo assistente Goran Rosanda.
Il 29 maggio 2023 gli viene affidata la guida della nazionale della Croazia U-19 come successore di Josip Šimunić.